# 帝國議會 (奧地利)
帝國議會（德語：Reichstag），也称为克雷姆西耶议会，是奥地利帝国的第一个民选议会。但它只存活於1848年7月至1849年3月7日之间的很短时间，但对奥地利历史产生了重要影响。其主要成果是出台《克雷姆西耶宪法》，但该宪法後來被强制实施的《三月宪法》所取代。
帝國議會於1848年三月革命后成立，是為了應對民眾對於反對皮勒斯多夫宪法而成立。议会由来自奥地利哈布斯堡王朝的德语区和斯拉夫王室的383名代表组成，也就是说，該議會並没有来自匈牙利王国的代表參加。第一次会议于1848年7月22日举行，由约翰大公主持开幕。1848年10月22日，维也纳起义后，它迁至克雷姆西耶，并最终于1849年3月7日解散。其最重要的工作是废除封建制度。

## 文獻參考
- G. Kolmer：奥地利议会和宪法，第 1 卷，1920 年。
- W. Braun Eder：奥地利宪法史，第 11 版，2009 年。
- 安德烈亚斯·戈茨曼：克罗梅日什议会和施瓦岑贝格政府。 1848 年，民族问题与回应两极之间的宪法辩论。 （维也纳：1995 年版）